# Klimaschutz- und Energieagentur Baden-Württemberg
Die KEA Klimaschutz- und Energieagentur Baden-Württemberg GmbH (kurz: KEA-BW) ist eine Klimaschutz- und Energieagentur, die 1994 auf Initiative der Landesregierung Baden-Württembergs gegründet wurde. Als Energieagentur des Landes informiert, motiviert und unterstützt sie vor allem Kommunen – sowohl bei konkreten Projekten als auch in strategischen Fragen. Die KEA-BW wird überwiegend vom Umweltministerium Baden-Württemberg finanziert.

## Aufgaben
Neben den Kommunen sind Verbände, Multiplikatoren, Umsetzer und letztlich alle Bürgerinnen und Bürger die Zielgruppe. Themen sind Energieeinsparung, Energieeffizienz, Erneuerbare Energien und nachhaltige Mobilität. Die KEA-BW unterstützt und vernetzt Akteure in Politik, Verwaltung, Forschung, Industrie und Gewerbe sowie Sozialeinrichtungen, um den Klimaschutz voranzubringen.

## Organisation
In der Vergangenheit war das Land Baden-Württemberg Mehrheitsgesellschafter der KEA-BW. Die restlichen Anteile wurden von den Energieversorgungsunternehmen im Land, dem Handwerkstag, weiteren Verbänden sowie vom Landesnaturschutzverband Baden-Württemberg gehalten.
Seit einer Umstrukturierung ist das Land Baden-Württemberg alleiniger Gesellschafter. Damit einhergehend reduzierte sich der Anteil an Marktprojekten und der Anteil an öffentlich finanzierten Dienstleistungsverträgen (DLVs) und Dienstleistungen von Allgemeinem Wirtschaftlichen Interesse (DAWIs) stieg deutlich.
Im Jahr 2018 hat die KEA-BW das Nachhaltigkeitsmanagement-System WIN-Charta unterzeichnet. Sie ist Gründungsmitglied des Klimabündnisses Baden-Württemberg (2020).
2025 wurde die WBW Fortbildungsgesellschaft für Gewässerentwicklung (WBWF) mbH als zusätzlicher Fachbereich in die KEA-BW integriert.

### Arbeitsfelder
Seit der Umstrukturierung bietet die KEA-BW ihre Unterstützung in „Kompetenzzentren“ an.
- Grundsatzfragen und Förderprogramme
- Kommunaler Klimaschutz
- Energiemanagement
- Wärmewende
- Nachhaltige Mobilität
- Contracting
- Erneuerbare BW
- Informationsprogramm Zukunft Altbau[4]

Die KEA-BW ist Landesgeschäftsstelle des European Energy Award.

### Regionale Energieagenturen
In Baden-Württemberg gibt es neben der Klimaschutz- und Energieagentur Baden-Württemberg auch ca. 30 regionale Energieagenturen, meist auf Landkreisebene. Diese haben sich zum Verband der regionalen Energie- und Klimaschutzagenturen Baden-Württemberg e.V. (rEA BW) zusammengeschlossen. Die KEA-BW unterstützt die regionalen Energieagenturen.